# Nuevo Partido
El Nuevo Partido Colombiano (NPC) fue un partido político de Colombia, creado a partir de la reforma constitucional del acto legislativo de 2003 en el cual se dictaban otras medidas con respecto a los derechos políticos de los ciudadanos y la garantía a todos los colombianos el derecho a fundar, organizar y desarrollar partidos y movimientos, y la libertad de afiliarse a ellos o de retirarse. Fue fundado el 9 de julio de 2003 por Armando Benedetti y Gina Parody y otro grupo de senadores y representantes a la cámara. Representó el primer intento de alcanzar la unidad en entre las repartidas fuerzas del congreso de corte uribista, se crea con el fin de fortalecer el gobierno de Álvaro Uribe, unir sectores culturales de Colombia para expandir la base de la seguridad democrática en las elecciones regionales de 2003.

## Historia
A partir del éxito de la política del gobierno de Álvaro Uribe, un grupo de parlamentarios conformado por los representantes Gina Parody, Luis Fernando Velasco, Armando Benedetti y Nancy Patricia Gutiérrez, decide conformar un Partido por fuera del liberalismo, que respaldaría el Uribismo bajo una sola bandera: el Nuevo Partido.
La alta favorabilidad y proyecto del gobierno de Álvaro Uribe, logran atraer a los senadores Mauricio Pimiento, Oscar Iván Zuluaga, Andrés González Díaz y Rafael Pardo y a los representantes Manuel Enríquez Rosero, Sandra Ceballos, Carlos Ignacio Cuervo, Carlos Enrique Soto, Adriana Gutiérrez y Ricardo Arias Mora. A pesar de esta unión, la iniciativa no logra adherir en su totalidad a cuatro Senadores uribistas, el primero de ellos Germán Vargas Lleras que gracias al poco entendimiento con uno de los fundadores, Armando Benedetti, decide quedarse en su propio movimiento, Colombia Siempre.
Por otro lado la senadora Claudia Blum, cuya fórmula en Bogotá fue Gina Parody tampoco se les une, quedándose en Cambio Radical. Por último los Senadores Habib Merheg y Dieb Maloof tampoco ingresan a la nueva adhesión, quedándose en el partido por el que resultaron electos, Colombia Viva. El no lograr unir la fuerza uribista en un solo partido, manteniéndose fraccionada en varios movimientos, hace que el primer desafío electoral del Nuevo Partido las elecciones locales de año 2003, no tengan tan buenos resultados como los esperados.

## Plataforma ideológica
La Declaración Programática era la plataforma ideológica oficial del partido:
- La defensa y protección de la cristiandad, la familia y sus tradiciones.

- Buscar acabar los actos de corrupción y clientelismo a lo ancho y largo de Colombia.

- Hacer énfasis en el desarrollo educacional de niños y adolescentes en toda Colombia.

- Llevar el mensaje de la seguridad democrática como única bandera a todas las regiones del país.

- Apoyar la autonomía de las regiones del país por medio de la descentralización económica en Colombia

## Resultados Electorales

### Elecciones legislativas
|  | 2.90 % |

|  | 3.82 % |

### Elecciones regionales
|  | 0.0 % |

|  | 1.45 % |

|  | 4.31 % |

|  | 2.66 % |